# Tilly-sur-Seulles
Tilly-sur-Seulles ist eine französische Gemeinde, die im Département Calvados und in der Region Normandie liegt. Sie gehört zum Arrondissement Bayeux und zum Kanton Thue et Mue. Der Ort hat 1813 Einwohner (Stand 1. Januar 2022). Bürgermeister (Maire) ist Olivier Quesnot. Die Einwohner nennen sich Tillois.

## Geografie
Tilly-sur-Seulles liegt etwa 15 Kilometer westlich von Caen auf einer Höhe zwischen 44 und 122 m über dem Meeresspiegel, die mittlere Höhe beträgt 70 m. Das Gemeindegebiet umfasst 8,89 km². Nachbargemeinden sind Juvigny-sur-Seulles, Bucéels, Fontenay-le-Pesnel und Hottot-les-Bagues. Die Stadt liegt am Ufer der Seulles.
Die Gegend um Tilly-sur-Seulles enthält sehr lehmhaltige Böden, so dass es viele gut erhaltene Funde aus prähistorischer Zeit gibt.

## Geschichte
Die erste Besiedlung war in der Gallisch-Römischen Zeit. Dies wurde durch Funde von Steinen und Äxten aus dieser zeit festgestellt. Der Ortsname könnte daher auf Tilliatum oder Tillicium zurückgeführt werden. Im Gemeindegebiet soll es insgesamt drei römische Straßen gegeben haben, es wurden jedoch noch keine Überreste dieser Straßen gefunden, so dass die genaue Lage nicht bekannt ist. 

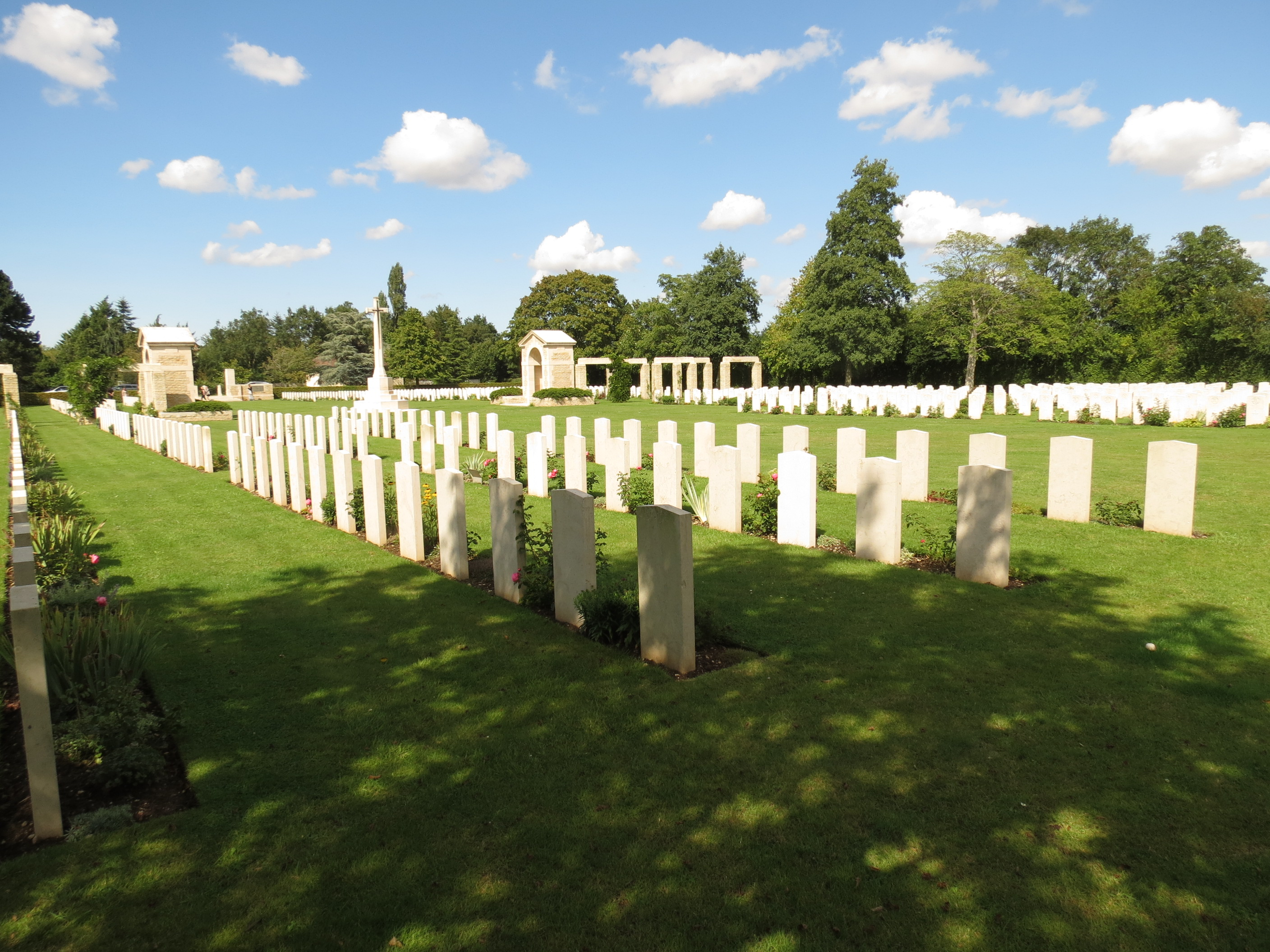
Soldatenfriedhof

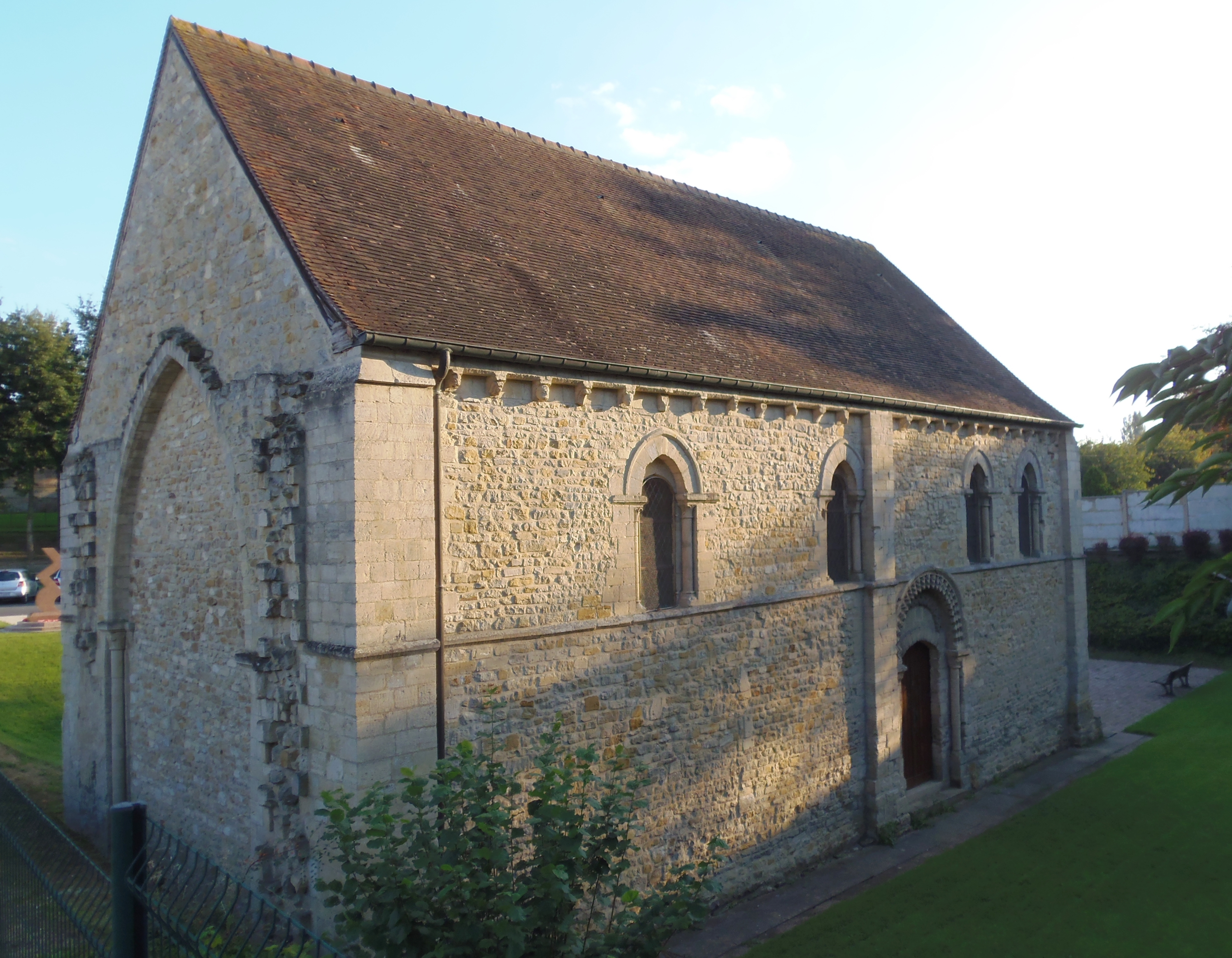
Kapelle Notre-Dame-du-Val

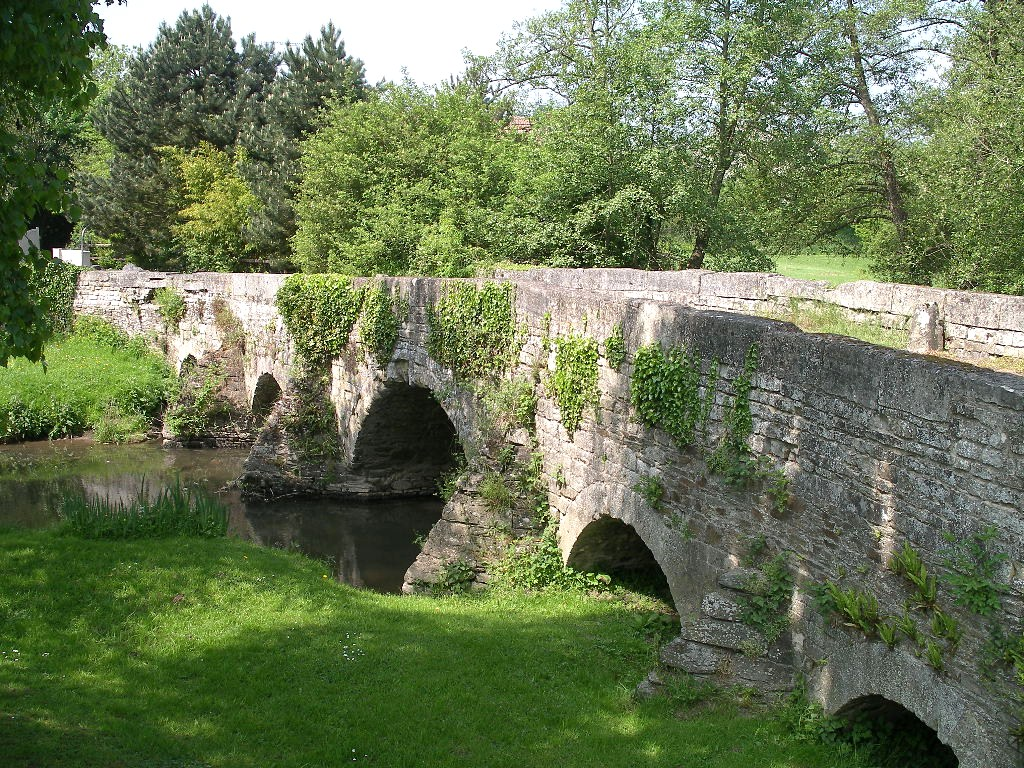
Mittelalterliche Brücke

Tilly-sur-Seulles wurde während des Zweiten Weltkriegs bei der Schlacht um Caen im Juli 1944 sehr schwer beschädigt. Über 70 % aller Häuser wurden zerstört. Während der Kämpfe wechselte der Ort insgesamt 23 mal den Besitzer. Am 19. Juni 1944 wurde er von der deutschen Besatzung befreit. Von der Schwere der Kämpfe zeugen heute noch zwei britische Friedhöfe mit insgesamt 1.224 Gräbern gefallener Soldaten.
| 1962 | 1968 | 1975  | 1982  | 1990  | 1999  | 2010  |
| ---- | ---- | ----- | ----- | ----- | ----- | ----- |
| 874  | 973  | 1.064 | 1.092 | 1.252 | 1.251 | 1 537 |

## Bauwerke und Sehenswürdigkeiten
Zu den Sehenswürdigkeiten gehört die romanische Kirche Saint-Pierre, deren Schiff auf das 12. Jahrhundert zurückgeht. Die Kirche wurde im 18. Jahrhundert renoviert. Sie steht als Monument historique unter Denkmalschutz. Weiter gibt es die romanische Kapelle Notre-Dame-du-Val. Während der Kämpfe 1944 wurde die Kapelle stark beschädigt. Dort befindet sich heute ein Museum über die Kämpfe. 
Zu den zivilen Bauwerken gehört eine mittelalterliche mehrbogige Brücke – ebenfalls ein Monument historique – und die Reste eines Schlosses aus dem 18. Jahrhundert.

## Verkehrsanbindung
Tilly-sur-Seulles wird erschlossen durch die Departementsstraßen D 6 und D 13. Die D9 verläuft ca. einen Kilometer entfernt südlich am Ort vorbei. Der nächste Bahnhof befindet sich in Caen.

## Sonstiges
In Tilly-sur-Seulles findet jedes Jahr ein internationales Motocrossrennen statt. 